# دار الفتى العربي
دار الفتى العربي هي أول دار نشر عربية للأطفال، أنشئت في سنة 1974، وأصدرت 187 إصداراً للأطفال من سن ما قبل المدرسة حتى 18 سنة. وأصدرت الكتب التوثيقية للحفاظ على التراث الفلسطيني.
نشأت دار الفتى العربي في عام 1974 في بيروت، مؤسسة لتأليف وطباعة ونشر كتب الأطفال والفتية. وصدرت أعمالها الأولى في العام نفسه. وأصبحت الدار خلال سنوات قليلة في طليعة المؤسسات العربية العاملة في حقل أدب الأطفال، وبرزت بوصفها أكبر الدور العربية المستقلة في هذا المجال بمبادرة من الدكتور نبيل شعث ومشاركة الدكتور محجوب عمر والقسم التربوي في مركز التخطيط الفلسطيني وكان يرأسه في حينه باسم سرحان، ثم نبيل أيوب بدران، وبعضوية نجلاء نصير وثريا عبيد وخديجة أم عمار وحسناء رضا.
وكان قيام الدار نتيجة أبحاث جماعية قام بها على مدى سنوات فريق من الخبراء والممارسين في حقل ثقافة الطفل والوسائل التربوية التعليمية والتنمية الاجتماعية والنفسية تضم د. علي عثمان ود. إبراهيم أبو لغد ود. محمد صفوري وماري روز بولس ود. سنية عثمان وأعضاء القسم التربوي وتقرر أن تنشأ الدار مستقلة ماليا واداريا فتشكلت هيئة التحرير برئاسة د. إحسان عباس وعضوية: د. باسم سرحان وزين العابدين الحسيني ونبيلة سلباق برير وشارك فيها المدير الفني، والكاتب زكريا تامر.
كلف الفنان كمال بلاطة بوضع التصور العام الفني لسلاسل الدار المختلفة والإشراف على الإخراج وشارك الفنان محي اللباد في استكمال الخطة الفنية في النصف الثاني من 1974
و تشكلت لجنة علمية في مركز التخطيط كان من أعضائها د. نبيل أيوب بدران ود. محمد مكداشي ود. حسن الشريف والسيد كمال السعدي وجابر سليمان ود. نايف سعادة ود. معين حمزة وأحمد علامة لوضع خطة لنشر الإنتاج العلمي لدار الفتى العربي.
أما التمويل فقد تشارك به أكثر من خمسة عشر من رجال الأعمال الفلسطينيين لضمان استمرارها كمؤسسة مستقلة. وكان من بينهم: السيد حسيب الصباغ، د. زهير العلمي، السيد عمر عبد الفتاح العقاد، السيد عبد المحسن القطان، السيد محمد عمران بامية، السيد قاسم الخطيب، السيد منيب المصري، السيد سهيل خوري، السيد صبيح المصري، السيدة نجيبة العلمي، السيد أسامة خوري، السيد يوسف خوري، السيد عصام نوباني، السيد خليل نوباني، الدكتور احسان عباس، الدكتور نبيل شعث، والدكتور علي عثمان والدكتور بشير العلمي والسيد محمد كمال.
وقد جاءت الدار استجابة لحاجات مجتمع عربي يتحول بدينامية وسرعة ويتنوع في درجات تطور أجزائه، وتتشابك معضلاته القومية والتنموية. انه مجتمع فيه أكثر من 80 مليون طفل يتطلعون إلى غد أفضل، من هنا كان شعار الدار: «المستقبل للأطفال». تصب جهود دار الفتى العربي كلها في اطار نشر ثقافة علمية عربية معاصرة، ويميز أعمالها الابتكار والتجديد على أساس من الالتزام القومي الإنساني والنهج العلمي، في أشكال فنية مناسبة لفئات الأعمار المحددة والبيئات المحلية.

## المساهمين
- ساهمت وشاركت العديد من المؤلفات والكاتبات والمترجمات والرسامات والتربويات في إعداد وتطوير مختلف الإصدارات

### كاتبات وكتاب
- زكريا تامر
- حنان الشيخ
- فريال غزول
- صنع الله إبراهيم
- صفاء زيتون
- محي الدين اللباد
- ليلى صايا
- ليانة بدر
- إبراهيم الحريري
- كامل أيوب
- غسان كنفاني
- محمود فهمي
- درويش
- محجوب عمر
- حسيب كيالي
- فؤاد حداد
- د. عفيف دمشقية
- د. سامية أحمد
- أحمد زحام
- كمال القلش
- أسامة الغزولي
- يوسف أبو رية
- محمد بسام ملص

### رسوم
- نذير نبعة
- يوسف عبدلكي
- بهجت عثمان
- محي الدين اللباد
- محمود فهمي
- كمال بلاطة
- حلمي التوني
- عمر سلمان
- حجازي
- غسان كنفاني
- نبيل تاج
- يرجي ترنكا
- نجاح طاهر
- عدلي رزق الله
- بدر حمادة
- بهجت عثمان
- برهان كركوتلي

## إصدارات دار الفتي

### الحكايات العلمية للصغار
- الفكرة والتأليف:صنع الله إبراهيم
- هي سلسلة تصف ما يحدث في الأرجاء المختلفة وعلي الأرض في الصحراء والغابات، وعلي شواطئ البحر وفي المحيطات وفي أعمالها وما يجري من أحداث مثيرة وظواهر غريبه أبطالها وشخصياتها الطيور والحيوانات وكائنات البحرية المختلفة.إنها حكايات تبرز الصراع الذي يدور بين الكائنات من ناحية وصراعها مع الطبيعة من ناحية أخري. كل كتاب من هذة السلسلة يتضمن مجموعة من الحكايات تغري بالمتعة والمعرفة في نفس الوقت.
- صدر منها:

1. ثعلب الصحراء في خطر
2. الحصان ينتقم لرفيقة
3. المرجان يستعين بالصواريخ
4. أبو العمد في يوم مجيد
5. الصقر الأسود يتلقي إنذارا

### أتوماتيك
- تستهدف من 4-7 سنوات
- إعداد ورسوم: عدلي رزق الله
- «أتو» و«ماتيك» بطلا هذا الكتاب يمارسان علي صفحاته هوايتهما المفضلة في اللعب بالأشكال، المثلث والدائرة والمستطيل والخط المستقيم فيضيفان لهما من الخيال الخصب بعض الخطوط البسيطة، فيحصلان علي أشكال وكائنات حية تتحرك، إن الكتاب يساعد على زيادة القدرة علي الانتباه وأدراك العلاقات بين الأشكال المختلفة

### كتاب الأرقام
- كتاب يقدم الأرقام من 1 إلي 10 ليعرف الطفل في مرحلة ما قبل المدرسة شكل الرقم ودلالته العدادية.ويتم هذا من خلال صورة جذئية تعتمد علي التكرار وحدة لتمثيل هذا الرقم وفي مقابل الصورة بها شكل الرقم ومساحة للتدريب على الرقم

### حكايات عن الوطن
- سلسلة تقدم قصص البطولة والغناء التي تسطرها الدماء كل يوم في فلسطين المحتلة وفي جميع أرجاء الوطن العربي.أنها صورة ناصعة للمقاومه العربية المجيدة التي يجب أن يتعرف عليها أبناؤئنا ليعقد حبل الذكري. ويربطهم بألأبطالها الذين عاشوا من أجل قضية وطنهم. وفدوا أرواحهم فداء لها. و … الذاكرة ما يجب ان تعبئة أكتشافا …. من قدرات الأنسان وعظمتة.

صدر منها
خميس وسهلية
- نص: زين العابدين حسيني
- رسوم: حلمي التوني

أمام المحكمة
- نص: زين العابدين حسيني
- رسوم: حلمي التوني

الصمت والمخيم
- نص: زين العابدين حسيني
- رسوم: حلمي التوني

عايدة
- نص: زين العابدين حسيني
- رسوم: نذير نبعة

طفلة مجهولة الاسم
- نص: زين العابدين حسيني
- رسوم: نذير نبعة

المدينة والبطل
- نص: زين العابدين حسيني
- رسوم: نذير نبعة

سر البري
- كتابها: زين العابدين حسيني
- رسوم: بهجت عثمان

أن تكون هنا
- مشاهدات من قلب الأنتفاضة
- إعداد: إمتياز دياب

### سلسلة الأفق الجديدة
- تستهدف من 7-12 سنة
- ضم هذة السلسلة المهمة أجمال القصص الخيالية المثيرة التي تستجيب لميل الطفل المتزايد تدريجياً نحو التعرف علي ما يتجاوز البيئة الواقعية المحيطة به. أنها من أجمل النصوص العربية والمترجمة التي يستمتع الطفل أو الفتي بقرءاتها مرة، ويكتشف كل فيها في كل مرة فكرة جديدة وأفقاً أوسع.سيحب الطفل أبطال هذه الحكايات برغم معرفاتهم أنهم ليسوا أبطالاً من عالم الواقع ويضيف إلي ذاكرة حقائق جديدة من الحياة الإنسانية.
- صدر منها 12 عنواناً

القنديل الصغير
- قصة ورسوم: غسان كنفاني

حارسة النبع
- قصة: زين العابدين الحسيني
- رسوم: مني السعودي

البلح الأحمر
- قصة: د. محجوب عمر
- رسوم: بهجت عثمان

السمكة الصغيرة السوداء
- قصة: أحمد بهراجي
- ترجمة: نعيمة سليمان بري
- رسوم: محي الدين اللباد

نسيم الجناح
- الشاعر: الفرنسي برل إيلوار
- ترجمة: فؤاد حداد
- رسوم: بهجت عثمان

أوبرا القمر
- الشاعر: الفرنسي جاك بويفر
- ترجمة: فؤاد حداد
- رسوم: سعد عبد الوهاب

ليمونة المحاياة
- قصة: فؤاد حداد
- رسوم: إيهاب شاكر

يوم العلم
- قصة:
- ترجمة: عبد الفتاح الجمل
- رسوم:

المسدس
- قصة الكاتب الكيني:
- ترجمة:
- رسوم: حلمي التوني

من القلب للقلب
- قصص: فؤاد حداد
- رسوم: محي الدين اللباد
- (كتاب تذكري بمانسبة الذكري الخامسة لوفاة الشاعر فؤاد حداد)

خوخة تساوي ألاف الخوخ
- قصة:
- ترجمة:أبراهيم الشيمي
- رسوم:نبيل تاج

قالت لي الحجارة
- شعر:سليمان العيسى
- رسوم:نبيل تاج

### سلسلة الشعر والشعراء
- سلسلة جديدة تقدم أهم الشعراء العرب، مختارات من أشعارهم، مقرونه بأضاحات معينه علي الفهم " من طرح للمفرادات إلي التعليقات التقليدية والصور الملائمة النص، بالأضافة إليذكر مناسبات وتوضيح بنيتة وتطورها.و من الجديد في هذة السلسلة إخراج الكتاب، فهو يستلهم شكل الصفحة في كتب التراث، فنجد النص الشعري (الخيل إطار) تستغل الهوامش الأربعة المحيطة بيه للشرح والتحليل، هذا إلي جانب الرسوم التي تعمق الأحساس بالرؤية الشعرية بصرياً.

صدر منها
سعدي يوسف
- إعداد: د. فريال غزول
- رسوم: إيهاب شاكر
- مختارات من قصائد الشاعر العراقي الكبير سعدي يوسف التي تتميز أشعارة بلغتها... وهو يتعامل مع..... ويلتقط تفاصيل المحسوس ليقدمة في إلينا في قالب إبداعي. ويرفعه إلى مستوي عبر … شعرية مؤثرة.أنه شاعر يؤمن بالحرية والديمقراطية علي أنحاء الوطن العربي. كما يؤمن بقدرة الأنسان علي مقاومة العقبات......

محمود سامي البارودي
- أعداد: محمد عفيفي مطر
- رسوم: نبيل تاج
- مختارات من شعر البارودي. الشاعر الفارس الذي جاء بعد زمن طويل من أنهيار الشعر في أزمة المماليك والعثمانين. فأحدث ما يشبة المعجزة.أحياء الشعر وأعادة مجده. وحدة …فنونة…ويقدم الكتاب من شعره ما يربط أقوي أرتباط بحيايته وحياة وطنة وأمنه، ليري القارئ صورة من صور التوافق بين الشاعر والوطن والتاريخ والقصيدة

محمود درويش
- إعداد: صبري حافظ
- رسوم: سليمان منصور

أمل دنقل
- إعداد: د. سيد البحراوي
- رسوم: نبيل تاج

### القصة العربية القصيرة
- تستهدف 12 سنة وما فوق

أطفال غسان كنفاني
- تأليف:غسان كنفاني
- رسوم: برهان كركوتلي
- ست قصص قصيرة متمايزة من أعمال غسان كنفاني. كتبها في فترات مختلفة ما بين 1956و 1969 ويجمعها أن أبطالها الحقيقين هم من الأطفال.أطفال عاشوا وعانوا الظلم الأجتماعي وقهر الأحتلال، ولكنهم يرفوضون الوهم والخرافية والإشكالية. بينهم يبدأ التحدي ويولد أنسان جديد

الأتي
- تأليف: د. محمد المخزنجي
- رسوم: حامد ندا

16* قصة قصيرة تصور مواقف ولحظات من حياتنا اليومية، في أسلوب مباشر لا يعرف التعقيد والتركيب، شفافة تكشف عن عمق كامن.
روايات الفتي العربي
- سلسلة جديدة تحاول ملئ الفراغ في مجال أدب الأطفال والفتيان. حيث لايوجد هذا النوع من الروية الفنية. التي تعالج موضوعات لا تستوعبها القصرة القصيرة . الشكل الأدبي الأكثر تواجدا في هذا المجال. وهي تختلف عما ينتشر في الأسواق من روايات المغامرات والألغاز والتسلية ومن هنا تنشأ الحالة الملحة إليها.

صدر منها
مدينة الرجل الغراب
- تأليف: نبيل منقب
- رسوم: بهجت عثمان
- يطرح شادي ذو الأحد عشر عاماً الأسئلة التي تشغلة. لماذا يأسرون الحيونات ولم لا يتروكونها في الغابات تعيش كما تريد؟ ويصطحبنا هو وأخوة الأصغر أمير مع صديقيهما ضي والظرافة الطيبة والشمبانزي الذكي في مغامرة مثيرة لتحرير الغابات الأسيرة في مدينة الغراب.و بعد كل المحاولات والخاطرات التي يتدخل فيها الحلم بالواقع يستطعيون تحرير الحيونات ويناقشون معها قضية أن تبقي في المدينة بعد تحريرها أو ترحل إلي الغابات.ماذا قررت الحيوانات. وكيف تحقق؟ هذا ما ستعرفة بعد قراءة هذة الرواية الممتعة بأسلوبها الجميل وأحداثها المشوقه وخيالها الممتعه

### سلسلة قبل المدرسة
- موجهة للفئة العمرية ما بين 3-6 سنوات
- تنشر بالأشتراك مع الورشة التجربية العربية لكتب الأطفال
- إعداد ورسم: محي الدين اللباد

الحروف في العربية
- ملصق بالألوان. موجه للأطفال العرب أو أيضاً البالغين الأجانب الراغبين في تعلم العربية. يصلح لسن ما قبل المدرسة والسنة الدراسية الأولي. يهدف أساساً إلي تعميق صلة الطفل الوجدانية والبصرية بحروف اللغة وأشكالها.وصلة الشكل بالنطق، لا ضرورة لأستخدام بشكل تعليمي مباشر، بل يكفي أن يعيش الطفل معة كدة طويلة، وأن يجري حولة حواراً- من حين إلي أخر- مع الكبار من الأهل أو المعلمين

الحروف في الأنجليزية
- ملصق بالألوان.موجه أساساً للأطفال العرب اللذين يتوجهون لدراسة اللغة الإنجليزية فيما بعد. وقد أختيار الأشكال المقدمة وإسلوب الرسم من الواقع المحلي والتراث العربي . تجنباً للبدء بتعليم الطفل بواسطة أشكال ومعان وأساليب غريبة عن الواقعة.

الحروف في الفرنسية
- ملصق بالألوان.موجه أساساً للأطفال العرب اللذين يتوجهون لدراسة اللغة الفرنسية فيما بعد.و قد أختيار الأشكال المقدمة واسلوب الرسم من الواقع المحلي والتراث العربي . تجنباً للبدء بتعليم الطفل بواسطة أشكال ومعان وأساليب غريبة عن الواقعة.

الأعداد
- ملصق بالألوان. يقدم للطفل صوراً تمثل كل منها عدد من الأعداد 1-14. لا يقدم الملصق أشكالاً تكرر حسب الرقم. بل يعتمد تقديم لوحة تتضمن داخلها ما يمثل العدد. يصدر الملحق في طبعتين: واحدة تقدم الأعداد المستخدمة في المشرق العربي وتقدم الأخري الأعداد المستخدمة في المغرب العربي 1-15.

الألوان
- ملصق الألوان. يقدم عشر ألوان رئيسية ومكونة. يستطيع الطفل أن يتعرف علي اللون من خلال لوحة أستخدم فيها اللون بشكل رئيسي بجوار ألوان أخري أستخدمت بشكل أقل. تصدر أيضا في كتاب بغلاف مقوي

### المدن العربية
- سلسلة جديدة تهدف إلي تعريف الفتية بتاريخ مدن العربية. كيف نشأت وكيف تطورات؟ والظروف المختلفة التي أثرت فيها وفي تطورها. وكيف عاش فيها الناس عبر المراحل المختلفة من تاريخها، والأنشطة التي مارسوها وأنجازتهم الحضارية. أنها سلسلة تعريفنا بأهم ملامح مدننا العربية عبر التاريخ وإلي وقتنا الحاضر.

مصر أم الدنيا
- إعداد: نيللي حنا
- تصوير: رندا شعث
- قصة القاهرة في 1300 سنة
- ليست مدينة القاهرة التي تعرفها اليوم مدينة واحدة، بل هي أربع مدن أنشأت- الواحدة تلو الأخري- عاصمة لمصر وأندمجت جميعاً حتي صارت مدينة واحدة. وليست مدينة الثلاثين الذين يسكونها اليوم فقط. ولكنها أيضاً مدينة الملاين الذين يسكنوها في قرون ماضية جيلاً بعد جيل، ومارسوا حياتهم اليومية وبنوا وشيدوا ونيجة لذلك.أمتددت المدينة أحيائيها. وترك الناس بصمات عصرهم عليها. ولقد أثر العديد من العوامل المحلية والخاريجية على شكل المدينة وتخطيطها وحجمها وتبلورت خصائصها من خلال الظروف التاريخية التي مرت بها في مختلف العصور حتي صارت العاصمة التي نعرفها اليوم.وتتكامل الرؤية من خلال الصور العديدة التي تكمل السرد التاريخي فتبقي في الذهن..أنها رحلة في كتاب

وطني على مرمي حجر
- إعداد وتصوير: رندا شعث
- تجربة عاشتها المصورة الكاتبة لتقديم صورة عن مخيم فلسطيني، مخيم كندا في رفح المصرية. وذلك من خلال الصور، والمعلومات التاريخية والقانونية، والحياة اليومية للسكان المخيم. والصورة هنا بتستخدم أستخداماً خاصاً. فهي لا توضح فقد المكتوب. ولكنها مستخدمة لتعطي معلومات مكملة له. وبالصورة والمعلومات تكتمل صورة الحياة في المخيم.

الأطفال والحرب
- ترجمة وتقديم: صفاء زيتون
- تعيقب: محجوب عمر
- في سبتمبر 1981 زار الصحفي روجر روزتيلات لبنان في جولة علي خمس جبهات مشتعلة في العالم، وكتب عن الأطفال والحرب. وعن الأحلام والبنادق.في لبنان أختار روزتيلات أربعة أطفال ليحكي قصتهم مع الحرب.فلسطين (3 شهور) وساحر (4 سنوات) ولارا (10 سنوات) وأحمد (15سنة). وفي أثناء الغزو الأسرائيلي وحصار بيروت في مصيف 1982، عاد روزتيلات إلي لبنان باحثاً عن الأطفال الأربعة، ليكتب عن مصيرهم

### ملصقات الفنية
- تستهدف الفئة العمرية سنتين فيما فوق
- كانت دار الفتي- ومازالت- رائدة في تقديم الملصقات للأطفال في الوطن العربي. ولقد لاقت الملصقات أنتشاراً واسعا في كل البلدان العربية وخارجها نظراً لجمالها، وطابعها المحلي وأولونها المشرقة. ووجدت الملصقات طريقها غرف الأطفال والمدارس والحضانات والنوادي.

صدر منها
- الأرنب- الأسد- القطة- الفيل- الخروف- العنترة-أبو قردان (عدلي رزق الله)- الأطفال والحيونات-1- الأطفال والحيونات-2- النخلة (حجازي)- القرية- الغابة- الحمار (محمود فهمي)- أبو زيد الهلالي (مريم عزمي)-الحصان- الجمل (إيهاب شاكر)

### الوزة البيضاء
- فكرة ورسوم: عدلي رزق الله
- كتبها: محجوب عمر
- واحدة من أروع الأعمال الخاصة بالأطفال.فاز هذا الكتاب بالميدالية الفضية معرض ..الدولي 1982. وهو يروي حكاية (الوزة بيضاء) التي أحبت ألوان قوس القوزح حتي أن بيضتها قفس صغاراً، كل منها يحمل لونه من ألوانه.

### تمبول الأول
- مستهدفة الفئة العمرية 9-11 سنة
- قصة ورسوم: حجازي
- أول كتاب في سلسلة الأشرطة المصورة العربية يتميز بالرسوم.... ويقدم حكاية مضمونها العدل والحرية والمساواة، بأسلوب شائق مضحك.

### رحلة السندباد الثامنة
- سيناريو: صنع الله إبراهيم
- رسوم: نبيل تاج
- أربع عشرة قصة مصورة، تقدم شخصيات وأحداثاً عظيمة من التاريخ القديم والمعاصر، العربي والعالمي، تتعرف من خلالها قصص كفاح الشعوب من أجل كرامتها وحريتها وأستقلالها في فلسطين والهند والسودان ومصر وروما القديمة وغيرها.أنه كتاب ممتع..رحلة رائعة في التاريخ والمعرفة بأسلوب مشوق ورسوم جميلة

### دعوة إلي باريس
- سيناريو:سميرة شفيق
- رسوم:إيهاب شاكر
- من خلال الأشرطة المصورة. يحبنا الكتاب في رحلة شمسة (دانة وأصدقها سلمي ومنصور وحبوبة-تلك الشخصيات التي أحبها الأطفال كثيراً إلي باريس للأحتفال..ز بالثورة الفرنسية التي أعلنت حقوق الأنسان بهذا تكسب قيمتها في تاريخ العالم كلة.نشر هذا الكتاب بالأشتراك مع البعثة الفرنسية للتعاون والأبحاث في مصر

### الأطفال والحرب
- ترجمة وتقديم: صفاء زيتون
- تعقيب: محجوب عمر
- في سبتمبر 1981 زار الصحفي روجر روزتيلات لبنان في جولة علي خمس جبهات مشتعلة في العالم، وكتب عن الأطفال والحرب. وعن الأحلام والبنادق. في لبنان أختار روزتيلات أربعة أطفال ليحكي قصتهم مع الحرب.فلسطين (3 شهور) وساحر (4 سنوات) ولارا (10 سنوات) وأحمد (15سنة). وفي أثناء الغزو الأسرائيلي وحصار بيروت في مصيف 1982، عاد روزتيلات إلي لبنان باحثاً عن الأطفال الأربعة، ليكتب عن مصيرهم

### سلسلة حكايات شعبية عربية
- لكل الأعمار
- سلسلة تطوف أرجاء الوطن العربي، تقتطف من كل قطر حكايته الشعبية أو الخرافية، وتقدمها بفصحي إقليميه تحافظ علي نكهة (الحدوته) وحلاوتها. أنها الحكايات التي خرجت من وجدان الناس عبر الأجيال فتناقلوها عبر حكواتي والجدة، حكايات وخرافات مرسومة بالألوان، ولاغني للصغار أو الكبار عنها.

صدر منها
حكايات شعبية من مصر
- أعدها وقدم لها: عبد الفتاح الجمل
- رسوم: إيهاب شاكر

حكايات شعبية من العراق
- إعداد: وداد حسين حسني
- رسوم: علي المندلاوي

حكايات شعبية من فلسطين
- جمع وتقديم: نمر سرحان
- إعداد: صفاء زيتون

رسوم: سليمان منصور
حكايات شعبية من لبنان
ألعابها الأطفال وأهاليها في مصر \ للكل الأعمار
- تأليف: محمد عمران
- تصوير : محمد صبري
- يقدم هذا الكتاب مجموعة من أجمل أغاني الألعاب الشعبية مع شرح طريقة اللعب والنوتة الموسيقية. 32 لعبة تمثل معظم مناطق مصر. منتقاة بعناية...... الصغيرة في الحارات والساحات . وهي مصورة ومقسمة إلي أربع فئات: الألعاب العامة، ألعاب الكرة، ألعاب الفرعة، ألعاب المناسبات مثل رمضان وشم النسيم والأعياد...إلخ لكل الصغار والأهل وأساتذة ورياض الأطفال.

### أثوب لونتها الشمس
- إعداد: وداد قعوار
- الملابس الفلسطينية الوطنية. تتنوع الأزياء الشعبية تنوعا كبيرا في فلسطين.فلا تكاد تجد مدينة علي أمتداد الوطن الفلسطيني دون زي خاص بها: ترتدي نساؤها في المناسبات من أعراس وأعياد وغيرها.و عندما نتعرف علي الأثواب الفلسطينية-في هذا الكتاب- لا تأخذنا متعة الجمال في شكل الثواب، وألوانه، وزخارفة، وحذائة وغروزة، وبراعة تنفيذة فحسب، بل تكتشف أيضاً أنه متحف في كتاب، يوثق التراث الشعبي الفلسطيني متمثلاً في الأثواب الفلسطينية، فيقدم من خلال الشروح والتعليقات- أنواعها والمناطق التي نشأت فيها، وتواريخ أستعمالها ومناسبات أرتدائها، وأشكال الغرز التي طرزت بها والأقمشة التي صنعت منها، كل هذا بمنهج علمي دقيق وامانة تاريخية صارمة.ودار الفتي العربي تصدر كتاب «أثواب لونتها الشمس» باللغة العربية، بعد أن أصدرتة دار يانكا للنشر عام 1982 في طوكيو باللغة اليابانية.طباعة ألوان، يضم 178 صورة ملونة

### المكتبة العلمية المبسطة
- تستهدف 11 سنة لما فوق
- الصفحات من 52 إلي 100 صفحة
- تسعي مكتبة العلمية المبسطة للناشئين إلي المساهمة في أنتاج ثقافة عربية أصلية تحفظ لدي الفتيان حب الأستطلاع والمعرفة والبحث عن ماهية الأشياء وتفسير القوانين التي تحكمها. وهي تقوم علي التعريف مبسط والدقيق بأسس العلوم الطبيعية والأجتماعية مع الربط بينها بين البيئة العربية يختلف جوانبها وأبعادها، وتبين أوجه التكامل بين الأنسان والأرض في الوطن العربي. كما تتناول الجانب التاريخي لتطوير الفكر العلمي عند العرب في ضوء القضايا التي نشرها العلوم الحديثة اليوم. الكتب في إخراج مبتكر مزود بالرسوم والصور الملونة.

صدر منها:
بيئتنا . ما هي؟
- تأليف: معين حمزة ونايف سعادة
- رسوم وإخراج : اللباد

ما معني البيئة ؟ مم تكون البيئة العربية، وماذا يعني التوازن ضمن البيئة وتلوث البيئة والحفاظ علي البيئة؟ ما خي علاقة بين البيئة والأنسان وحياتة اليومية ومستقبلة، ومادور الصحراء والبحار والثروات الطبيعة وغيرها. كل الأجوبة والمعلومات في هذا الكتاب

الصحراء والمحيط
- تأليف: معين حمزة ونايف سعادة
- رسوم وإخراج: اللباد

أنها تدور
- تأليف: معين حمزة ونايف سعادة
- رسوم : نبيل تاج إخراج: اللباد

غذاؤنا
- تأليف: د.معين حمزة ود.نايف سعادة
- رسوم وإخراج :محي الدين اللباد

لغتنا
- تأليف: د. عفيف
- رسوم : نبيل تاج
- إخراج :محي الدين اللباد

حكايات الأعداد
- تأليف: محمد المكداشي
- رسوم وإخراج : محي الدين اللباد

أمسيات علمية
- تأليف: د. عفيفي
- رسوم : نذير نبعة
- إخراج : محي الدين اللباد

صورة الأرض
- تأليف : أحمد علامة
- رسوم وإخراج :محي الدين اللباد

الرياضات بين الماضي والحاضر
- تأليف: محمد مكداشي
- رسوم: نبيل تاج

### عصافير علي أغصان القلب
- تستهدف 12 سنة فما فوق
- إعداد وتقديم: صفاء زيتون
- رسوم :نبيل تاج
- إخراج: محي الدين اللباد
- فلسطين غناء الشعراء.مقتطفات شعرية شعبية، كتبها شعراء فلسطينيين ما بين 1929-1983.يروي الأشعار حكايات الشعب الفلسطيني في سعية الدائم علي للحفاظ علي أرضة وحقة في الحياة الأنسانية . 11 شعاراً يكتبون عن الأحتلال والصمود والحنين إلي الأرض والأهل، عن السجن والمعاناة، عن الهوية والحب عن الفداء والثورة والنصر، عن يوم الأرض والحصار. سجل نادر يجمع أعمالاً للشعراء: إبراهيم طوقان، توفيق زياد، حنا أبو حنا، سميح القاسم، عبد الرحيم محمود.

يصدر في هذة السلسلة
- مختارات من قصائد الشعراء من الوطن العربي عن فلسطين
- مختارات من قصائد الشعراء من العالم عن فلسطين

### مكتبة هواة الطوابع
- نادرة هي الكتب من الطوابع والأختام البريدية في المكتبة العربية. وهذة أول سلسلة من نوعها في هذا المجال. وهي موجة لهواة جمع الطوابع المبتدئين منهم والمتخصصين على حد سوء. وتقوم السلسلة علي الجمع بين تاريخ الطوابع والأختام البريدية وتاريخ البلد الذي صدر فيه أو عنه. ومع عرض ملون مصحوب بكل الأوصاف والتنويعات والأرقام والجداول من الطوابع والأختام المعروفة والنادرة والعلاقات المالية والأخطاء التنويعات والشرشرة والتوضيح. مما يشكل معا دليلاً فنيا لا يستغني عنه.

#### فلسطين في طوابع البريد
- إعداد: نبيل شعث وحسنا المكداشي واللباد (أخراج فني)
- متوفر باللغة العربية والأنجليزية والفرنسية والأسبانية
- هو الكتاب الأولي في مكتبة هواة الطوابع البريد. وهو يشمل الطوابع والأختام التي كانت تستعمل في فلسطين وصول البريد المنظم إليها في 1840 وحتي أيامنا هذة.ي القسم الأول عرض شامل لتاريخ فلسطين المعاصر. بأجزائه البصرية وقادتة ومراحلة المختلفة وذلك من خلال حكايات طوابعها وأختامها البريدية وتطويرها . في القسم الثاني عرض للطوابع بألوانها وأحجامها الحقيقة، طوابع الفترة العثمانية وطوابع القنصليات الأجنبية وطوابع الأحتلال البريطاني التي أستخدمة في الضفة وقطاع غزة وطوابع المقاومة الفلسطينية. وبعرض القسم الثالث معلومات عن قيمة الطوابع والأختام والتنويعات والأخطاء. وفي الفهرس المنفصلرقم كل طابع وتاريخ أصدارة ووصف لألوانه وعلاماته المائية وكذللك رقمة في دليل ستانلي جونز.

صدر بالأشتراك مع الورشة التجربية العربية لكتب الأطفال- القاهرة

### من عيون التراث العالمي
- تري دار الفتي العربي أهمية أن يتعرف الفتيان العرب علي عيون التراث العالمي وأعلامه الشامخين في الأدب والفن. و ذلهذا تقدم ثلاثة كتب مترجمة في لغة سهلة و أسلوب ممتع. و تكتمل المتعة برسوم الفنان التشكيلي العالمي برجي تريكي الذي يحمل الكتاب-برؤية عميقة متميزة-ممتلئاً بالحياة و الحركة. وبجانب الطابعة المتميزة و الورق الفاخر للكتاب غلافان أحدهما مقوي و الخارجي حر يؤدي وظيفة الحافظ علي الكتاب بالأضافة إلي جمالة.

حكايات أندرسن
- تأليف: هانز كريستين أندرسن
- رسوم: يرجي ترتكا
- الترجمة: عبد الحميد يونس
- تصميم و أخراج الطباعة العربية : اللباد بمشاركة يوسف شاكر
- مجموعة مختارة من حكايات أندرسن: أشهر كتب الأطفال في العالم، و هي تتجاوز الفهم المباشر للطفل. و في نفس الوقت يتردد صدها في عقله.

أن حكايات أندرسن عالم سحري رائع غريب ملئ بالحركة يجعل من الخيال بجنياته و كائناتة الغير مألوفة مرأة حيه لحياة كل منا و لعائلتنا الواسع الرحب
خرافات لافونتين
- تأليف: جان دي لافونتين
- رسوم: يرجي ترتكا
- الترجمة: سامية أسعد
- مراجعة: فؤاد حداد و نأئلة كامل
- تصميم و أخراج الطباعة العربية : اللباد بمشاركة يوسف شاكر
- مجموعة مختارة من خرفات الفنان الفرنسي الكبير لافونتين. تتسم بطابعها الشعري و المسرحي.حيث يرسم الشخصيات برقة. و يهتم بدلالتها علي مستوي الحكاية المستقلة و الحكايات في مجملها.ثم نجد بعض الرسوم الثابتة. فالمللك يمتدح تارة و ينتقد في جوانب تارة أخري، و التعلب رمز للمكر و الدهاء، القط رمز للكائن الفاشل، و الذئب رمز للقوة الغاشمة، و الحمار رمز للعبودية.والهدف الذي يسعي إليه لافونتين هو الوعظة الأخلاقية.

قصص جريم
- تأليف: الأخوان جريم
- رسوم: يرجي ترتكا
- الترجمة: كمال رضوان
- تصميم و أخراج الطباعة العربية : اللباد بمشاركة يوسف شاكر
- مجموعة مختارة من قصص جريم التي قمنا بالتنقيب عنها في الأدب الشعبي الألماني و الأوروبي القديم . فجمعنا أساطيرة و حكايتة و رأت النور علي أيديهمافي بداية القرن التاسع عشر. و قد حافظنا علي الروح الشعبية، و سجلنها كما سمعنها بدون أدخال تعديلات في الصياغة أو محسنات في الأسلوب. و هكذا كانت الترجمة أيضاً فجاءت محافظة علي روح النص الأصلي في لغتة الألمانية. و المناخ التي يدور فيه الأحداث.

### سلسلة مستقبل الأطفال
- تستهدف 6-9 سنة
- تشكل هذة السلسلة مكتبة كاملة وفي تنوعتها المشوق الملونة المشوقة. و هي مخصصة للمرحلة القرءاة المستقلة الأولي. و تساعد في أسلوبها علي تعزيز حب القراءاة و التعليف في الكتاب و هي تناسب أزدياد قدرة الطفل علي العلاقات الزمنية و المكانية و بداية أدراك المعرفة.

صدر منها 39 كتاباً
- الشجرة
- الفيل يجد عملاً
- بديع الزمان
- القفص الذهب
- الحمامة البيضاء
- جزيرة الضياع
- عودة الطائر
- السلحفاة الحكيمة
- ندم حصان
- بيوت الورقة البيضاء
- الفيل في الصحراء
- وحيد القرن و العصافير
- نرجس
- الريش الجميل
- الطفل و المطر
- القط الكسلان
- الشراع الأبيض
- الجراد في المدينة
- صيان الثعلب
- الفأر و الجبل
- الفلاح و التنين
- الصياد و ديك الحجل
- القمر و الصغار
- صخر السلطان
- الغضب
- غزالة محبة للأسئلة.
- جواد الأرض الخضراي
- البلبل الصغير الشريد
- حصان العم رضوان
- رحلة الجاجة الذكية
- الفأس
- السلطان و القمر
- مدينة الألوان
- عصفور الحلة
- في المدرسة
- حسن و الغول
- الأرنب الشارد
- ياليل ياعين
- النقطة الصغيرة

الكتاب:
- أبراهيم الحريري- أحمد زحام- أيوب منصور- تغريد النجار- توفيق حنا-توفيق زياد- حسن الشريف- حسن عبد الله-حسيب الكيالي- حنان الشيخ-درويش نصر-زكريا تامر-سليم بركات- معين بسيسة- ليلي صايا-محجوب عمر-محمد عبد العظيم-كمال عبد الصمد- كمال القلتش.

الرسامون:
- اللباد-بدر حمادة- بهجت عثمان- حجازي- حلمي التوني- عدلي رزق الله-علي المنلاوي-كمال بلاطة-ليلي الشوا-محمود فهمي-نبيل تاج-نجاح طاهر- نظير تبعة- نوال عبود- يوسف هيدالكي.

### سلسلة من حكايات الشعوب
- تستهدف من 7-16 سنة
- مجموعة مختارة من أجمل القصص التي تأخذ خيال الطفل العربي إلي مختلف أنحاء الدنيا لتعرفة بالشعوب التي تشاركنا الحياة في هذا العالم. و في النهاية كل حكاية خريطة بلدها و معلومة عنه. أسلوب بسيطة و نصوص قصيرة مشوقه و رسوم ملونة

صدر منها 16 حكاية
- الديك الهادر – فلسطين
- سيدي الحلوي – جزائر
- أبو نخلة- مصر
- فتاة الياسمن- عراق
- النهر و الأربعون عالما- المغرب
- علي الحطاب- تونس
- العين الشريرة- أيرلندا
- فتاة الشمس- كولمبيا
- الفلاح الماكر- أرمنيا
- سر الأمير-أسبانيا
- الجنود الشجعان- إيطاليا
- الطائر السحري- إفريقيا الوسطي
- الأسكافي الماهر- تشيكو سلوفاكيا
- الحطاب العجوز- اليابان
- الصديق الحقيقي- السودان
- سندريلا- الهنود الحمر
- الأسئلة الثلاثة- الصين
- الألغاز- الهند

### سلسلة قوس قزح
- تستهدف من 3-6 سنوات
- حكايات قصيرة متنوعة في حجم مبتكر يتناسب حجم جيب الطفل و يتنقل مع أشياءه الحميمة الأخري. أسلوب مشوق تتصل بحياة الطفل اليومية. و تجارب مع بداية تكوين حب الأستطلاع لديه و تسارع نمو العقلي ونزعة الفكرية لمعرفة المجهول.أبطال الحكايات من الأطفال و الحيونات و النباتات الناطقة المألوفة لدي الأطفال والتي يسهل عليه تصورها. أنها السلسلة الأوسع أنتشاراً و الكثر شعبية بين العرب الصغار في هذا العمر. كل الكتب ملونة تحرك مخيلة الأطفال و شد الأنتباة . فيصبح الكتاب جزءا من حياتة (يقرأ) كلما أحب.

صدر من السلسلة
- البيت
- الحصان الخشبي
- غراب بالألوان
- درس العصفور
- الأولاد يضحكون
- حيلة ذكية
- أبطار صغار
- لعبة القطط
- إنذار من الشمس
- السمكة الملونة
- الفيل و النملة
- الديك الأسود
- هي
- قصة حياة شجرة
- بألوان ريمة
- لمياء و وائل و الدراجة
- بير زويل
- مالك الحزين يشتري الحذاء
- علي بائع الكعك

الكتاب:
- أحمد زحام- باسم سرحان-بسام ملص- تغريد النجار- دلال حاتم- رنا طلباني- زكريا تامر-زين العابدين الحسيني-صفاء زيتون- عدنان غنام- فريد كامل.

الرسامون
- اللباد- إيهاب شاكر- بدر حمادة- بهجت عثمان- حجازي- حلمي التوني- عدلي رزق الله- عمار سليمان- محمود فهمي-يوسف هيدلكي- نوال عبود.

### يافا- عطر المدينة
- أشراف: أمتياز دياب
- مراجعة و تقديم: هشام شراني
- في هذا الكتاب نسترجع صورة يافا كما كانت يذكرها أهلها قبل سقوطها، و ذلك من خلال المقابلات و المقالات التي أجريت مع عدة من أهلها في المنفي من خلال الصور الفتواغرفية التي جمعت من أفراد و مؤسسات بالأضافة إلي مقتطفات الصحف و الوثائق التي تعطي صورة للحياة اليومية التي كانت أنذاك. إن أهل يافا – عند ما يتذكرون بلدهم- يتحدثون عن مواضيع مختلفة- كلها تدور حول السعيدة قبل ذللك العام المشؤوم و حول فاجعة الأشهر و الأسابيع الأخيرة من الشتاء و ربيع 1948.الكتاب صدر من دار الفتي بالأشتراك مع مركز يافا للتوثيق والأبحاث.

### ملصقات الفنية
- تستهدف الفئة العمرية سنتين فيما فوق.

صدر منها
- الأرنب- الأسد- القطة- الفيل- الخروف
- العنترة أبو قردان (عدلي رزق الله)
- الأطفال و الحيونات-1- الأطفال و الحيونات-2
- النخلة (حجازي)-
- القرية- الغابة
- الحمار (محمود فهمي)
- أبو زيد الهلالي (مريم عزمي)-
- الحصان
- الجمل (إيهاب شاكر)

### قصص
1.الفلاح و التنين
- مؤلف: د. حسن الشريف
- رسوم: نذير نبعه

2.في المدرسة
- مؤلف: ليانا بدر
- رسوم: يوسف عبدلكي

3.غزال محب الاسئلة
- مؤلف:زكريا تامر
- رسوم: بهجت عثمان

4.نرجس
- مؤلف: سليم بركات
- رسوم: ندير نبعة

5.السلحفاة الحكيمة
- مؤلف: ليلى صايا
- رسوم: محي الدين اللباد

6.بيت للورقة البيضاء
- مؤلف:زكريا تامر
- رسوم: محي الدين اللباد

7.القطة الصغيرة
- مؤلف : ليانا بدر
- رسوم: محمود فهمي

8.الشجرة
- مؤلف: إبراهيم الحريري
- رسوم: كمال بلاطة

9.خرفات و نوادر من الصين القديمة
- ترجمة/ إبراهيم بشمي

10.قمع السكر المغرور 
- مؤلف: كامل أيوب
- رسوم: حلمي التوني

11.الطيور البيضاء
- مؤلف: أسامة الغزولي
- رسوم: عمر سلمان

12.العصافير تغني
- مؤلف: محمد بسام ملص
- رسوم : بهجت عثمان

13.خبز الصغار
- مؤلف: يوسف أبو رية
- رسوم: حلمي التوني

14.رحلة الدجاجة الذكية
- مؤلف: كمال القلش
- رسوم: محمود فهمي

15.الغضب
- مؤلف: زكريا تامر
- رسوم: محمود فهمي

16.كشكول الرسام
- مؤلف: محيي الدين اللباد
- رسوم: محيي الدين اللباد

17.صورة الأرض
- مؤلف: أ. أحمد علامة
- رسوم: محيي الدين اللباد

18.سعدي يوسف
- مؤلف: فريال غزول
- رسوم: محيي الدين اللباد

19.جواد الأرض الأخضر
- مؤلف: زكريا تامر
- رسوم: حجازي

20.القنديل الصغير
- مؤلف: غسان كنفاني
- رسوم:غسان كنفاني

21.البلح الأحمر
- مؤلف: د. محجوب عمر
- رسوم: بهجت عثمان

22.حصان العم رضوان
- مؤلف: أحمد حازم

23.لغتنا
- مؤلف: د. عفيف دمشقية
- رسوم: نبيل تاج

24.خرفات لافنتين
- مؤلف: د. سامية أحمد
- رسوم: يرجي ترنكا

25.من القلب للقلب
- مؤلف: فؤاد حداد
- رسوم: محيي الدين اللباد

26.يوم عادت الملكية القديمة
- مؤلف: صنع الله إبراهيم
- رسوم:

27.عندما جلست العنكيوت تنتظر
- مؤلف: صنع الله إبراهيم
- رسوم:

28.الدلفين يأتي عند الغروب
- مؤلف: صنع الله إبراهيم
- رسوم:

29.عصفور الجنة
- مؤلف: حنان الشيخ
- رسوم: نجاح طاهر

30.جزيرة الضياع
- مؤلف: محجوب عمر
- رسوم: نبيل تاج

31.البلبل الصغير الشارد
- المؤلف: حسيب كيالي
- رسوم: حجازي

32.الجراد في المدينة
- مؤلف: زكريا تامر
- رسوم: حجازي

33.ألفبائية الفلسطينية
- مؤلف:
- رسوم:

34.الحمامة البيضاء
- مؤلف:زكريا تامر
- رسوم:عدلي رزق الله

35.عودة الطير
- مؤلف: موعين بساسوا
- رسوم: حجازي

36.حسن و الغول
- مؤلف:
- رسوم: نجاح طاهر

37.كشكول الرسام
- مؤلف: محيي الدين اللباد
- رسوم: محي الدين اللباد

38.الفيل يجد عملا
- مؤلف: محيي الدين اللباد
- رسوم: محيي الدين اللباد

39.فلسطين في طوابع البريد
- إعداد: نبيل شعث و حسناء مكداش
- إخراج: محي الدين اللباد

40.بديع الزمان
- مؤلف: محمود فهمي
- رسوم:

41.صيام الثعلب
- مؤلف: درويش
- رسوم: بدر حمادة وبهجت عثمان

42.الشراع الأبيض
- مؤلف:
- رسوم: حجازي

43.الصبي و الشمس
- مؤلف: محجوب عمر
- رسوم: عدلي رزق الله

44.الأميرة والشاعر
- مؤلف: عبد الوهاب الميسري

45.البيت
- مؤلف: زكريا تامر
- رسوم: محي الدين اللباد

46.الغزال الشارد
- مؤلف:راجي عنايت
- رسوم: بهجت عثمان

47.عين القمر
- مؤلف:راجي عنايت
- رسوم: بهجت عثمان

48.حكايات خرافية من أمريكا
- ترجمة: صفاء زيتون
- رسوم: حجازي

49.مائدة القطة
- مؤلف: زكريا تامر
- رسوم: محي الدين اللباد

50.ضجر السلطان
- مؤلف: درويش نصر
- رسوم: بهجت و بدر

51.أطفال غسان كنفاني
- مؤلف: غسان كنفاني
- رسوم: برهان كركوتلي

52.الأولاد لا يضحكون
- مؤلف: زكريا تامر
- رسوم: عدلي رزق الله

53.درس العصفور
- مؤلف: زكريا تامر
- رسوم: نوال عبود